# Lactarius piperatus
Lactarius piperatus, (синоним Lactarius piperatus) ili ljuta mlečnica pripada porodici zeka (Russulaceae), redu mlečnica (Lactarius). Predstavlja čestu vrstu gljive koja raste u četinarskim i listopadnim šumama na krečnjačkim terenima. Naziv je dobila po ljutom ukusu. Široko je rasprostranjena u Evropi i Aziju. Alohtona je u Australiji. 

## Opis plodnog tela
Klobuk je do 12 cm, bele boje, raširen i pomalo udubljen u sredini, somotast. Jako mesnat za vreme sušnog vremena može ispucati. Ivica dugo ostaje podvijena. Listići su beličaste boje dok su mladi, zatim bledožute boje, ne spuštaju se niz dršku. Drška je bela, centralno postavljena, čvrsta, puna, glatka, do 12 cm visoka i 3 cm široka. U donjem delu može da se sužava. Meso je belo, gorkog i ljutkastog mirisa, pri oštećenjima luči belo mleko veoma ljutog ukusa. Kada se osuši mleko može biti maslinaste boje. 

## Mikroskopja
Elipsaste, sa sitnim izbočinama, bele boje. Veličine 7-9 x 5 - 7 µm. 

## Hemijske reakcije
Mleko ne reaguje sa kalijum-hidroksidom (KOH), meso u dodiru sa gvožđe(II)sulfatom, poprima crvenkastu boju, a sa formalinom ljubičasto i to odloženo nakon nekoliko časova. 

## Jestivost
Jestiva ali se retko konzumira usled izrazito ljutog ukusa. Može se koristiti umesto bibera kada se osuši i samelje.

## Galerija
- Lactarius piperatus
- Lactarius piperatus
- Lactarius piperatus

## Literatura
- Uzelac, Branislav (2009). Gljive Srbije i zapadnog Balkana. Beograd: BGV..
- Atlas gljiva. Zagreb: Prosvjeta. 1997..
- Flik, M (2010). Koja je ovo gljiva? prepoznavanje, sakupljanje, upotreba. Beograd: Marso..

## Spoljašnje veze
- http://www.speciesfungorum.org/Names/SynSpecies.asp?RecordID=174964
- http://bioras.petnica.rs%5B%5D
- http://www.first-nature.com
- https://www.plantea.com.hr/paprena-mlijecnica/